# Йозеф Лапид
Йозеф Лапид – Томи (на иврит: יוסף (טומי) לפיד) е роден на 27 декември 1931 г. в Нови Сад, Сърбия. Той е председател на либерално-светската израелска партия „Шинуи“ и бивш правосъден министър на държавата Израел.

## Биография
Роден е като Томислав Лампел. Прекарва част от Втората световна война в гето в Будапеща, където заедно с майка си преживява съветските бомбардировки над града. Баща му и баба му са убити в концлагера Маутхаузен.
През 1948 г. заминава за Израел. През 1955 г. започва журналистическа работа във вестник „Ма'арив“, където дълги години е главен редактор. Под неговото председателство стремглаво нараства популярността на партията „Шинуи“.
От февруари 2003 до декември 2004 г. Лапид заема поста министър на правосъдието и вицепремиер. Като такъв остро критикува израелските военни операции в Ивицата Газа. Дори си позволява да ги сравнява с Холокоста над евреите, с което навлича гнева към себе си на Ариел Шарон. Пред израелския кабинет Лапид заявява, че снимката на стара палестинка в руините на собствената ѝ къща му напомня на баба му по време на Холокоста. Тези и подобни твърдения му докарват остро възмущения сред хардлайнерите в управляващата партия „Ликуд“.
От юли 2006 г. Лапид е председател на мемориалния комплекс „Яд Вашем“.